# Самый ценный игрок финала женской НБА
Самый ценный игрок финала женской НБА (англ. Women’s National Basketball Association Finals Most Valuable Player) — ежегодная награда, которая вручается самому ценному игроку финальной серии женской национальной баскетбольной ассоциации (ЖНБА) с самого первого сезона лиги (1997).
В первых четырёх сезонах лиги этот приз получала представительница «Хьюстон Кометс» Синтия Купер, которая четыре года подряд становилась самым результативным игроком своей команды и вместе со своими звёздными партнёршами, Тиной Томпсон и Шерил Свупс, неизменно приводила её к чемпионскому титулу. В 2001 и 2002 годах чемпионом ЖНБА становилась команда «Лос-Анджелес Спаркс», а её представительница Лиза Лесли становилась самым ценным игроком финала. Помимо того в 2001 году Лесли установила феноменальное достижение, которое пока что повторить никому не удавалось, выиграв три титула MVP в одном сезоне. Лиза стала обладательницей не только данного трофея, но и была признана самым ценным игроком регулярного чемпионата и матча всех звёзд женской НБА.
С 2003 по 2013 годы эта награда неизменно вручалась разным представительницам чемпионских команд, несмотря на то, что за этот период времени четыре команды становились триумфаторами лиги более одного раза. Лишь в 2014 году защитник «Финикс Меркури» Дайана Таурази повторила результат Лизы Лесли, тоже став двукратной обладательницей данной награды. Спустя три года центровая «Миннесота Линкс» Сильвия Фаулз также завоевала этот трофей во второй раз. В 2020 году это достижение повторила и Брианна Стюарт, которая выиграла эту премию дважды за три года. Лорен Джексон из Австралии, Эмма Миссеман из Бельгии и Джонквел Джонс с Багамских Островов являются единственными иностранными баскетболистками, становившимися лауреатами этой номинации. Действующим обладателем почётной награды является центрфорвард клуба «Нью-Йорк Либерти» Джонквел Джонс.

## Легенда к списку
| ^         | Помечены игроки, выступающие в женской НБА по сей день |
| *         | Избраны в Зал славы баскетбола                         |
| Игрок (X) | Количество побед в данной номинации                    |

## Обладатели награды

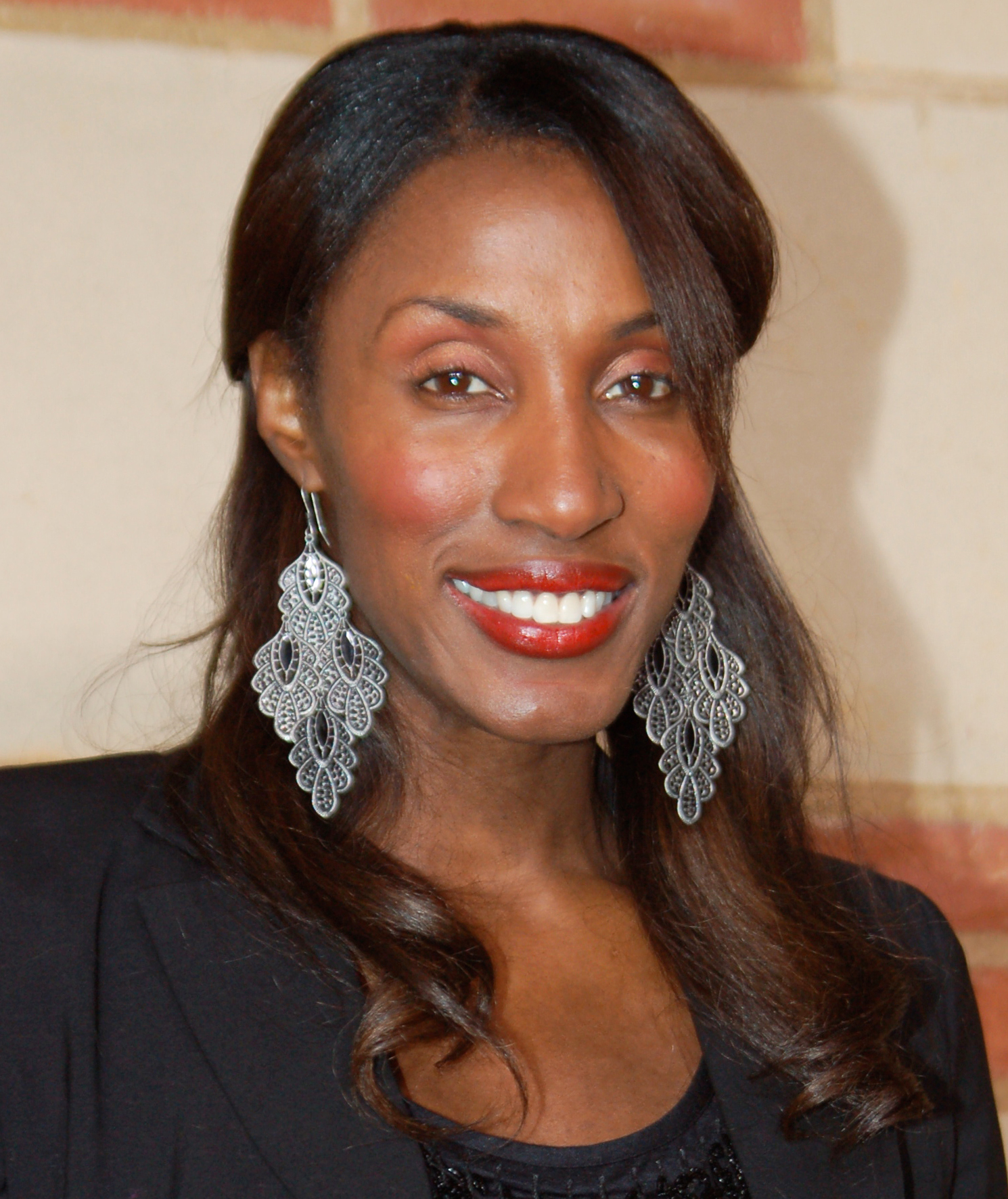
Лиза Лесли два раза завоёвывала эту награду

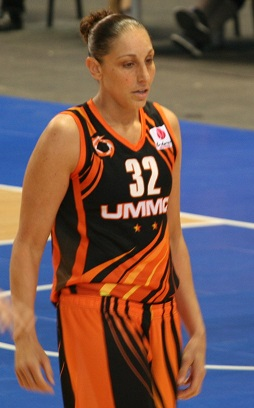
Дайана Таурази также дважды выигрывала трофей

| Сезон | Игрок               | Национальность    | Позиция             | Команда             | Ссылки |
| ----- | ------------------- | ----------------- | ------------------- | ------------------- | ------ |
| 1997  | Синтия Купер*       | США               | Защитник            | Хьюстон Кометс      | [ 1 ]  |
| 1998  | Синтия Купер* (2)   | США               | Защитник            | Хьюстон Кометс      | [ 2 ]  |
| 1999  | Синтия Купер* (3)   | США               | Защитник            | Хьюстон Кометс      | [ 3 ]  |
| 2000  | Синтия Купер* (4)   | США               | Защитник            | Хьюстон Кометс      | [ 4 ]  |
| 2001  | Лиза Лесли*         | США               | Центровая           | Лос-Анджелес Спаркс | [ 5 ]  |
| 2002  | Лиза Лесли* (2)     | США               | Центровая           | Лос-Анджелес Спаркс | [ 6 ]  |
| 2003  | Рут Райли           | США               | Форвард / Центровая | Детройт Шок         | [ 7 ]  |
| 2004  | Бетти Леннокс       | США               | Защитник            | Сиэтл Шторм         | [ 8 ]  |
| 2005  | Иоланда Гриффит*    | США               | Центровая           | Сакраменто Монархс  | [ 9 ]  |
| 2006  | Деанна Нолан        | США               | Защитник            | Детройт Шок         | [ 10 ] |
| 2007  | Кэппи Пондекстер    | США               | Защитник            | Финикс Меркури      | [ 11 ] |
| 2008  | Кэти Смит*          | США               | Защитник / Форвард  | Детройт Шок         | [ 12 ] |
| 2009  | Дайана Таурази      | США               | Защитник            | Финикс Меркури      | [ 13 ] |
| 2010  | Лорен Джексон*      | Австралия         | Форвард / Центровая | Сиэтл Шторм         | [ 14 ] |
| 2011  | Сеймон Огастус*     | США               | Форвард / Защитник  | Миннесота Линкс     | [ 15 ] |
| 2012  | Тамика Кэтчингс*    | США               | Форвард             | Индиана Фивер       | [ 16 ] |
| 2013  | Майя Мур*           | США               | Форвард             | Миннесота Линкс     | [ 17 ] |
| 2014  | Дайана Таурази (2)  | США               | Защитник            | Финикс Меркури      | [ 18 ] |
| 2015  | Сильвия Фаулз*      | США               | Центровая           | Миннесота Линкс     | [ 19 ] |
| 2016  | Кэндис Паркер       | США               | Форвард / Центровая | Лос-Анджелес Спаркс | [ 20 ] |
| 2017  | Сильвия Фаулз* (2)  | США               | Центровая           | Миннесота Линкс     | [ 21 ] |
| 2018  | Брианна Стюарт^     | США               | Форвард / Центровая | Сиэтл Шторм         | [ 22 ] |
| 2019  | Эмма Миссеман^      | Бельгия           | Форвард / Центровая | Вашингтон Мистикс   | [ 23 ] |
| 2020  | Брианна Стюарт^ (2) | США               | Форвард / Центровая | Сиэтл Шторм         | [ 24 ] |
| 2021  | Кали Коппер^        | США               | Защитник / Форвард  | Чикаго Скай         | [ 25 ] |
| 2022  | Челси Грей^         | США               | Защитник            | Лас-Вегас Эйсес     | [ 26 ] |
| 2023  | Эйжа Уилсон^        | США               | Форвард / Центровая | Лас-Вегас Эйсес     | [ 27 ] |
| 2024  | Джонквел Джонс^     | Багамские Острова | Форвард / Центровая | Нью-Йорк Либерти    | [ 28 ] |